# Иннес, Уильям
Уильям Торнтон Иннес III (1874—1969) — американский аквариумист, автор и фотограф. Его книга Exotic Aquarium Fishes (1935) выдержала девятнадцать изданий. С 1932 по 1967 год издавал также журнал The Aquarium.
Иннес хотел, чтобы его главный труд продолжал издаваться и обновляться и после его смерти. В этом деле он сотрудничал со своим другом и коллегой Джорджем Майерсом. Однако авторское право на книгу в последние годы жизни учёного продлить не удалось и она далее выходила в ухудшенном по сравнению с первыми 19 изданиями качестве.
Носил почётное звание «доктор гуманитарных наук» (L.H.D.).

## Биография

### Личная жизнь
В 1899 вступил в брак с Мэри Вебер Уивер (Mary Weber Weaver).

## Память
Вид рыб Paracheirodon innesi был назван Майерсом в честь Иннеса.